# Gunnar Blix (kemist)
Fritiof Gunnar Blix, född 7 september 1894 i Lund, död 10 juni 1981 i Uppsala, var en svensk kemist och professor i medicinsk och fysiologisk kemi vid Uppsala universitet.

## Biografi
Blix avlade studentexamen vid Lunds högre allmänna läroverk 1912. Han påbörjade sina medicinstudier vid Lunds universitet 1912 och blev medicine kandidat 1916, medicine licentiat 1922 samt medicine doktor 1925. Han var laborator i fysikalisk kemi vid Uppsala universitet 1925. Åren 1930–1961 var Blix verksam som professor i medicinsk och fysiologisk kemi vid Uppsala universitet.
Han var ledamot i flera offentliga utredningar, bland annat i 1958 års högskolekommitté för medicinska högskolan i Umeå, och blev ledamot i Vetenskapssocieteten i Uppsala. Han blev 1950  hedersledamot i Österreichische Gesellschaft für Mikrochemie. Blix var prorektor för Uppsala universitet 1956–1961.
Blix forskning inriktade sig på fysiologisk kemi och näringsforskning. Många av hans tidiga arbeten rörde fetternas kemi. Hans avhandling rörde blodfetter vid diabetes. 1933 upptäckte han en sulfathaltig lipid i hjärnan. Tillsammans med Arne Tiselius och Harry Svensson upptäckte han lipoproteinerna 1941, vilket var en grundläggande upptäckt för forskningen om åderförkalkning. Han bedrev också omfattande studier av hyaluronan (hyaluronsyra).
Han invaldes 1956 som ledamot av Kungliga Vetenskapsakademien.
Gunnar Blix tillhörde den jämtländska släkten Blix. Han var son till professor Magnus Blix, bror till Karin Blix och Ingrid Hwatz, far till Hans Blix och farfar till Erik Blix. Gunnar Blix är begraven på Uppsala gamla kyrkogård.

## Priser och utmärkelser
- Kommendör av första klassen av Nordstjärneorden, KNO1kl [5]